# قلعه شوتاور
قلعه شوتاور مربوط به دوره قاجار است و در شهرستان کهگیلویه، بخش چاروسا، روستای شوتاور واقع شده و این اثر در تاریخ ۲۴ فروردین ۱۳۸۲ با شمارهٔ ثبت ۸۳۲۸ به‌عنوان یکی از آثار ملی ایران به ثبت رسیده است.